# Pie floater
Un pie floater es un plato australiano típico de Adelaida así como de cualquier ciudad ubicada en Australia Meridional. Consiste en un meat pie picada de buey que "flota" (float) boca abajo sobre una sopa de guisantes (peas). Se suele condimentar con unas gotas de salsa de tomate (similar al kétchup), o salsa de menta o salsa Worcestershire o vinagre de malta.
Tradicionalmente se compran los 'pie floaters' en puesto ambulantes en las calles, y se consumen de noche como tentempié.
En 2003, el pie floater fue reconocido como parte del patrimonio cultural de Australia Meridional por el National Trust of Australia.